# Den Nationale Scene

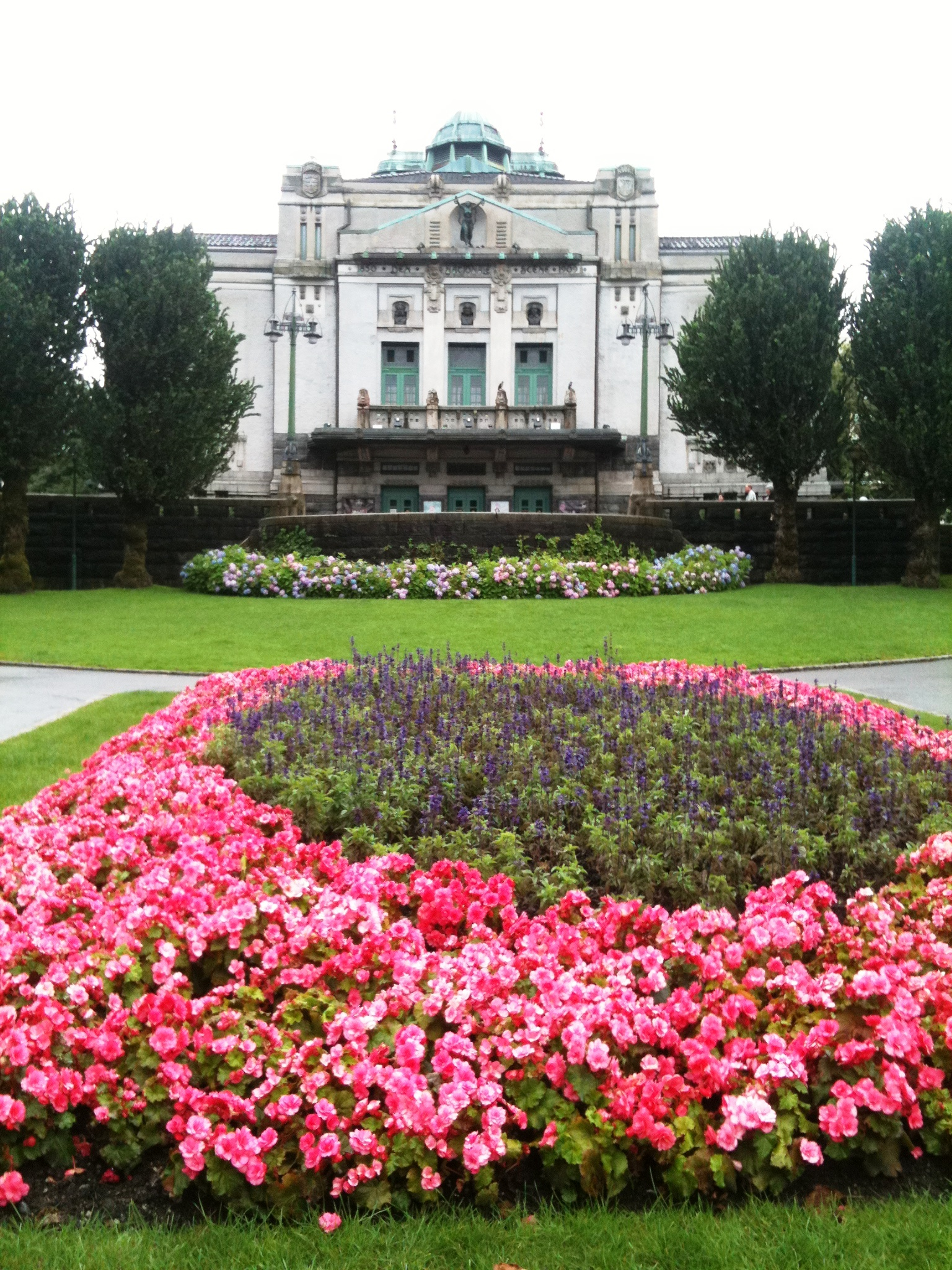
Den Nationale Scene in Bergen

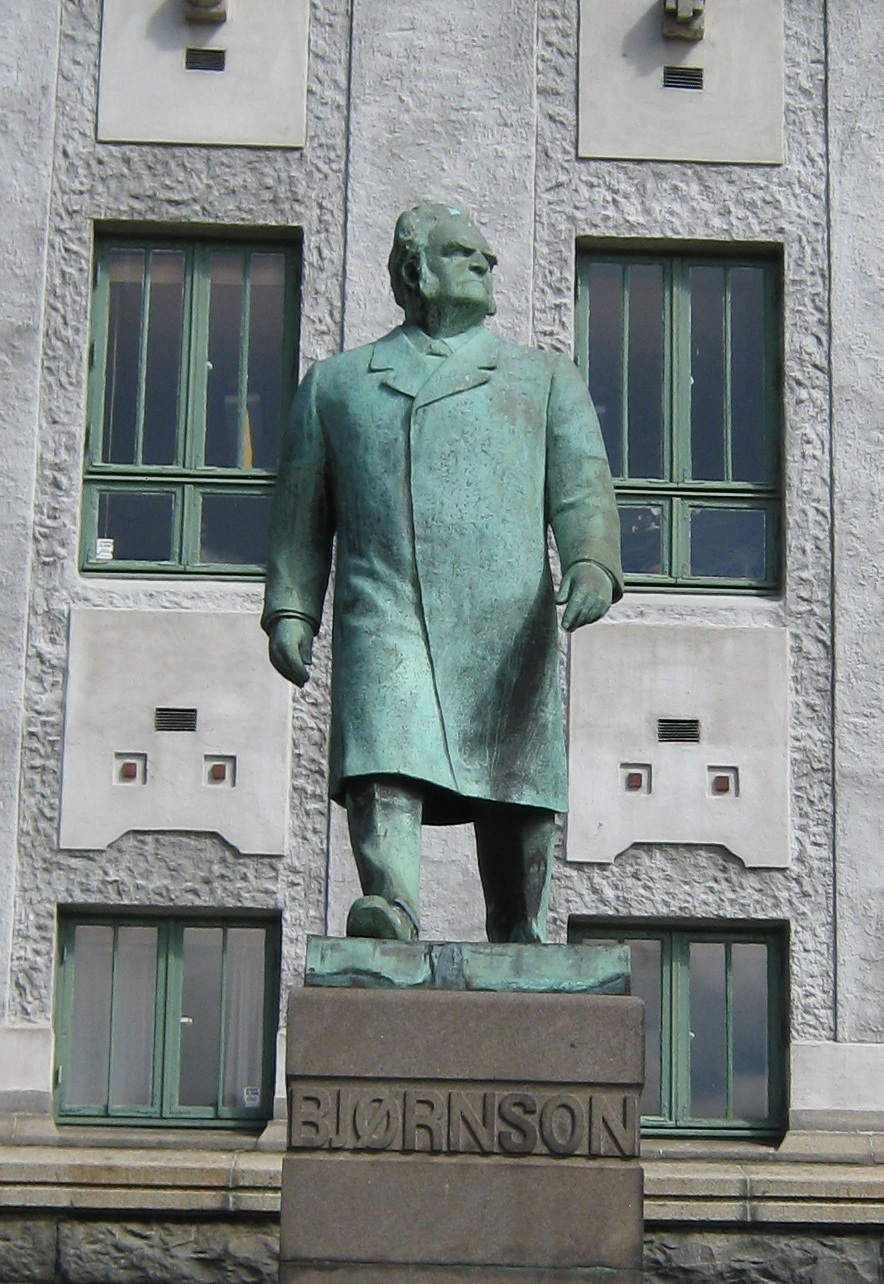
Standbeeld van Bjørnstjerne Bjørnson voor het theater

Den Nationale Scene ("de nationale bühne") is het grootste theatergebouw van de Noorse stad Bergen. Het jugendstil-gebouw uit 1909 omvat drie zalen: de Store Scene ("grote zaal") met 450 zitplaatsen, Teaterkjelleren ("theaterkelder") met 250 plaatsen en Lille Scene ("kleine zaal") met 90 plaatsen. Het theater presenteerde in 2012 in totaal 718 voorstellingen van 39 verschillende producties, waaronder Noorse en buitenlandse toneelstukken, musicals en kindervoorstellingen.
Het theatergebouw maakt deel uit van de culturele wijk Engen. Nabij Den Nationale Scene zijn onder meer het theater Ole Bull Scene, de concertzaal Logen Theater en de bioscoop Bergen Kino. Voor het theatergebouw van Den Nationale Scene ligt een parkachtig plein (Ole Bulls plass) met een standbeeld van de violist en componist Ole Bull.
De Thorolf Rafto-prijs wordt jaarlijks in Den Nationale Scene uitgereikt.

## Geschiedenis
In 1850 werd Det norske Theater gevestigd op initiatief van de violist en componist Ole Bull als eerste Noorstalige theater van het land. Het theater betrok Komediehuset, een bestaand theatergebouw uit 1800. Het eerste stuk dat werd opgevoerd was Den Vægelsindede van de uit Bergen afkomstige toneelschrijver Ludvig Holberg.
Henrik Ibsen was van 1851 tot 1857 betrokken bij het theater als toneelschrijver en instructeur. Bij opvoeringen van zijn eigen stukken nam hij tevens verantwoordelijkheid voor alles van de regie tot de decorstukken. Een aantal van Ibsens eerste toneelstukken gingen in dit theater in première: Sancthansnatten in 1853, Fru Inger til Østeraad in 1855, Olaf Liljekrans in 1857 en Gildet paa Solhoug in 1856. De schrijver Bjørnstjerne Bjørnson had de artistieke leiding over het theater van 1857 tot 1859.
Na het faillissement van Det norske Theater in 1863 opende in 1876 Den Nationale Scene in hetzelfde gebouw. In 1877 ging Ibsens stuk Samfundets støtter ("Steunpilaren der maatschappij") in première in het theater.
In 1909 betrok Den Nationale Scene een nieuw gebouw, ontworpen in jugendstil door Einar Oscar Schou. De eerste voorstelling, op 19 februari van dat jaar, was een productie van Erasmus Montanus van Holberg, in aanwezigheid van koning Haakon VII van Noorwegen en koningin Maud.  In 1935 vond in het theater de  première plaats van  Vår ære og vår makt van Nordahl Grieg. Het oude theatergebouw, dat niet ver van het nieuwe gebouw lag, werd geheel verwoest tijdens een Brits bombardement in 1944, tijdens de  Tweede Wereldoorlog.
Tijdens een bombardement op 15 juni 1940 werd een omvangrijk deel van het nieuwe gebouw verwoest, waaronder de foyer en salon. Na de oorlog werd het gebouw drastisch veranderd en bleef er van het oorspronkelijke theatergebouw weinig over.
Vanaf 1967 werd de kleine zaal (Den Lille Scene) in gebruik genomen voor experimenteel theater. Een derde zaal (Småscenen, nu Teaterkjelleren) werd in 1982 toegevoegd. Sinds 1993 is het theater staatseigendom en heeft het status als nationaal theater. Het gebouw kreeg  in 1993 ook monumentstatus. In 2001 werd het gebouw gerestaureerd naar de oorspronkelijke staat. Tegelijkertijd kreeg het theater een moderne licht- en geluidsinstallatie.